# Modena Football Club 2006-2007
Questa pagina raccoglie le informazioni relative alle competizioni ufficiali disputate dal Modena Football Club nella stagione 2006-2007.

## Stagione
Nella stagione 2006-2007 il Modena disputa il campionato di Serie B, con 49 punti ottiene il sedicesimo posto. Salvezza giunta sul traguardo per il Modena, con la vittoria (2-1) sul Frosinone al Braglia. La stagione dei canarini inizia con il tecnico Daniele Zoratto, il girone di andata si chiude con 21 punti in zona Play-out, e allora si cambia allenatore, il testimone passa a Bortolo Mutti, a inizio maggio dopo la sconfitta di Vicenza (2-1) tutto sembra compromesso, nelle ultime cinque partite però il Modena non perde più, anche se pareggia molto, come detto, vince l'ultima con il Frosinone e taglia il traguardo della salvezza. Miglior realizzatore gialloblù Alex Pinardi con 10 reti, delle quali 3 su calcio di rigore. Nella Coppa Italia il Modena supera nel primo turno il Teramo, nel secondo turno elimina il Mantova, lascia il trofeo nel terzo turno perdendo con il Genoa.

## Rosa
| N. |                   | Ruolo | Calciatore            |
| -- | ----------------- | ----- | --------------------- |
| 2  | Italia (bandiera) | D     | Paolo Ricchi          |
| 3  | Italia (bandiera) | D     | Armando Perna         |
| 4  | Italia (bandiera) | C     | Luca Baldo            |
| 5  | Italia (bandiera) | C     | Raffaele Longo        |
| 6  | Italia (bandiera) | D     | Luca Ungari           |
| 7  | Italia (bandiera) | D     | Ignazio Abate         |
| 8  | Italia (bandiera) | C     | Alex Pinardi          |
| 9  | Italia (bandiera) | A     | Roberto Colacone      |
| 10 | Italia (bandiera) | C     | Ivan Tisci            |
| 10 | Italia (bandiera) | A     | Francesco Virdis      |
| 11 | Italia (bandiera) | C     | Simone Bentivoglio    |
| 13 | Italia (bandiera) | D     | Marco Rossi           |
| 14 | Italia (bandiera) | P     | Antonio Narciso       |
| 15 | Italia (bandiera) | C     | Antonio Croce         |
| 15 | Italia (bandiera) | C     | Gennaro Matola        |
| 16 | Italia (bandiera) | C     | Alessandro Giovanardi |
| 17 | Italia (bandiera) | C     | Marco Bellesia        |

| N. |                    | Ruolo | Calciatore          |
| -- | ------------------ | ----- | ------------------- |
| 18 | Italia (bandiera)  | C     | Michele Troiano     |
| 18 | Italia (bandiera)  | C     | Giacomo Caselli     |
| 19 | Italia (bandiera)  | C     | Flavio Lazzari      |
| 20 | Italia (bandiera)  | C     | Cris Gilioli        |
| 21 | Francia (bandiera) | D     | Nicolas Frey        |
| 22 | Italia (bandiera)  | D     | Angelo Antonazzo    |
| 23 | Italia (bandiera)  | D     | Juri Tamburini      |
| 24 | Italia (bandiera)  | C     | Enrico Rosi         |
| 25 | Italia (bandiera)  | C     | Nicola Campedelli   |
| 26 | Italia (bandiera)  | D     | Tommaso Chiecchi    |
| 27 | Italia (bandiera)  | D     | Matteo Centurioni   |
| 32 | Italia (bandiera)  | C     | Giovanni Morselli   |
| 77 | Italia (bandiera)  | C     | Carlo Luisi         |
| 78 | Italia (bandiera)  | P     | Giorgio Frezzolini  |
| 87 | Italia (bandiera)  | C     | Jacopo Vergari      |
| 90 | Italia (bandiera)  | A     | Salvatore Bruno     |
| 99 | Italia (bandiera)  | A     | Ferdinando Sforzini |

## Risultati

### Campionato

#### Girone di andata
| Arbitro: | De Marco (Chiavari) |

|  |           |             |
|  | Marcatori | 28’ Comazzi |

| Bergamo 15 settembre 2006, ore 19:00 2ª giornata | AlbinoLeffe         | 0 – 0 | Modena | Stadio Atleti Azzurri d'Italia\| Arbitro: \| Pierpaoli (Firenze) \| |
| Arbitro:                                         | Pierpaoli (Firenze) |       |        |                                                                     |

| Arbitro: | Mazzoleni (Bergamo) |

|                          |           |  |
| Sforzini 40’ Pinardi 75’ | Marcatori |  |

| Arbitro: | Pieri (Lucca) |

|                                             |           |  |
| Trezeguet 40’, 70’ Del Piero 42’ Nedved 73’ | Marcatori |  |

| Arbitro: | Marelli (Como) |

|               |           |              |
| Ricchiuti 22’ | Marcatori | 57’ Sforzini |

| Arbitro: | Gervasoni (Mantova) |

|                           |           |  |
| Tamburini 33’ Pinardi 44’ | Marcatori |  |

| Arbitro: | Messina (Bergamo) |

|                            |           |  |
| Marazzina 18’ Bellucci 58’ | Marcatori |  |

| Arbitro: | Herberg (Messina) |

|                   |           |  |
| Colacone 64’, 75’ | Marcatori |  |

| Arbitro: | Orsato (Schio) |

|                   |           |  |
| Hamsik 33’ (rig.) | Marcatori |  |

| Arbitro: | Girardi (San Donà di Piave) |

|                |           |                      |
| Centurioni 52’ | Marcatori | 39’ Cacia 68’ Riccio |

| Arbitro: | Pierpaoli (Firenze) |

|                                           |           |  |
| Veron 17’ Cariello 38’ Sedivec 74’ (rig.) | Marcatori |  |

| Arbitro: | Paparesta (Bari) |

|  |           |           |
|  | Marcatori | 68’ Pellè |

| Arbitro: | Lops (Torino) |

|  |           |                    |
|  | Marcatori | 90+4’ (aut.) Frara |

| Arbitro: | Salati (Trento) |

|                |           |  |
| Campedelli 48’ | Marcatori |  |

| Arbitro: | Iannone (Napoli) |

|           |           |  |
| Pianu 35’ | Marcatori |  |

| Arbitro: | Velotto (Grosseto) |

|             |           |               |
| Gilioli 60’ | Marcatori | 36’ S. Padoin |

| Arbitro: | Trefoloni (Siena) |

|                 |           |  |
| Doga 17’ (rig.) | Marcatori |  |

| Modena 22 dicembre 2006, ore 20:30 18ª giornata | Modena        | 0 – 0 | Napoli | Stadio Alberto Braglia\| Arbitro: \| Pieri (Lucca) \| |
| Arbitro:                                        | Pieri (Lucca) |       |        |                                                       |

| Arbitro: | Squillace (Catanzaro) |

|                |           |  |
| Allegretti 68’ | Marcatori |  |

| Arbitro: | Iannone (Napoli) |

|           |           |               |
| Bruno 38’ | Marcatori | 19’ Martnetti |

| Frosinone 27 gennaio 2007, ore 16:00 21ª giornata | Frosinone       | 0 – 0 | Modena | Stadio Matusa\| Arbitro: \| Salati (Trento) \| |
| Arbitro:                                          | Salati (Trento) |       |        |                                                |

#### Girone di ritorno
| Arbitro: | Lops (Torino) |

|          |           |             |
| Babù 60’ | Marcatori | 18’ Pinardi |

| Arbitro: | Lops (Torino) |

|  |           |                                |
|  | Marcatori | 16’, 40’ Ruopolo 86’ Innocenti |

| Arbitro: | Romeo (Verona) |

|                |           |  |
| Gasparetto 63’ | Marcatori |  |

| Arbitro: | Marelli (Como) |

|  |           |                       |
|  | Marcatori | 86’ (aut.) Campedelli |

| Modena 3 marzo 2007, ore 15:00 26ª giornata | Modena            | 0 – 0 | Rimini | Stadio Alberto Braglia\| Arbitro: \| Celi (Campobasso) \| |
| Arbitro:                                    | Celi (Campobasso) |       |        |                                                           |

| Arbitro: | Brighi (Cesena) |

|                              |           |                                                                   |
| Vantaggiato 59’ Rigoni 90+3’ | Marcatori | 27’, 90’ Tamburini 33’ (rig.), 75’ Pinardi 45’ Bruno 85’ Sforzini |

| Arbitro: | Trefoloni (Siena) |

|                  |           |                  |
| Longo 81’ (rig.) | Marcatori | 47’ Danilevicius |

| Arbitro: | Lena (Ciampino) |

|            |           |  |
| Valdes 24’ | Marcatori |  |

| Arbitro: | Celi (Campobasso) |

|             |           |  |
| Gilioli 60’ | Marcatori |  |

| Arbitro: | Banti (Livorno) |

|                                                     |           |           |
| Nef 3’ Cacia 25’ Rantier 52’ Lazzari 82’ Gemiti 85’ | Marcatori | 51’ Abate |

| Arbitro: | Gava (Conegliano) |

|                                  |           |                  |
| Colacone 42’, 73’ Sforzini 90+3’ | Marcatori | 23’, 90+6’ Lopez |

| Arbitro: | Mazzoleni (Bergamo) |

|             |           |  |
| Salvetti 2’ | Marcatori |  |

| Arbitro: | Palanca (Roma) |

|                                               |           |  |
| Gilioli 17’ Pinardi 62’, 64’ Bruno 67’ (rig.) | Marcatori |  |

| Arbitro: | Gervasoni (Mantova) |

|                  |           |                      |
| Fava Passaro 73’ | Marcatori | 90+3’ (rig.) Pinardi |

| Arbitro: | Orsato (Schio) |

|                             |           |           |
| Sforzini 54’ Campedelli 82’ | Marcatori | 52’ Ganci |

| Arbitro: | Palanca (Roma) |

|                        |           |  |
| Schwoch 49’ Foti 90+3’ | Marcatori |  |

| Arbitro: | Trefoloni (Siena) |

|                            |           |                             |
| Campedelli 84’ Longo 90+3’ | Marcatori | 7’ (rig.) Caridi 23’ Godeas |

| Arbitro: | Pantana (Macerata) |

|          |           |               |
| Sosa 32’ | Marcatori | 45’ Tamburini |

| Arbitro: | Giannoccaro (Lecce) |

|             |           |  |
| Pinardi 12’ | Marcatori |  |

| Arezzo 3 giugno 2007, ore 15:00 41ª giornata | Arezzo               | 0 – 0 | Modena | Stadio Città di Arezzo\| Arbitro: \| Farina (Novi Ligure) \| |
| Arbitro:                                     | Farina (Novi Ligure) |       |        |                                                              |

| Arbitro: | Saccani (Mantova) |

|                             |           |                      |
| Longo 9’ Pinardi 50’ (rig.) | Marcatori | 77’ (rig.) Margiotta |

### Coppa Italia
| Arbitro: | Celi (Campobasso) |

|                                                    |           |  |
| Tisci 27’ (rig.) G. Filippi 58’ (aut.) Gilioli 84’ | Marcatori |  |

| Arbitro: | Messina (Bergamo) |

|                                         |                      |                                      |
| Tisci 26’                               | Marcatori            | 76’ (rig.) Caridi                    |
| Sforzini Tisci Campedelli Luisi Pinardi | Tiri di rigore 4 – 3 | Doga Sacchetti Caridi Tarana Noselli |

| Arbitro: | Ayroldi (Molfetta) |

|                                  |           |                |
| Adailton 88’, 100’ G. Greco 104’ | Marcatori | 64’ Campedelli |